# 万世町 (福島市)
万世町（ばんせいちょう）は、福島県福島市の町名。丁番を持たない単独町名である。郵便番号は960-8033。

## 地理
市の本庁所管にあたる中央東地域に属し、福島市中心市街地の北部に位置する。東西は福島市道新町宮下町線から国道13号信夫通りにかけての約210m、南北は福島市道栄町豊田町線中央通りから福島市道宮下町曾根田町線にかけての約250mの範囲を町域とする。北西で天神町、北東で宮下町、東で新町、南で置賜町、西で陣場町と隣接する。上町に所在する 福島警察署及び天神町に所在する福島消防署のそれぞれ管轄にあたる。町域中央部を東西に福島市道31号腰浜町町庭坂線が横断し、当町名より万世町通りと名付けられている。通りの南側はパセオ470周辺の繁華街、北側は住宅地が広がる。

## 歴史
1897年に字名変更が行われ、旧来の信夫郡福島町の字北裡、御山通二丁目のそれぞれ一部と、曾根田村の一部に当たる区域が再編され設置された。1964年に住居表示が施工され現在に至る。明治期に開通した万世大路が町名の由来であり、現在のパセオ470とその北端から西進する万世町通りに当たる。パセオ470からさらに北に延びる市道中町御山町線の区間は1887年に開通した道路であり、信夫山の麓に建設された福島刑務所へ続く一本道であることから監獄通りと呼ばれていた。

## 世帯数と人口
2021年（令和3年）5月31日現在の世帯数と人口は以下の通りである。
| 町丁   | 世帯数  | 人口  |
| ------ | ------- | ----- |
| 万世町 | 173世帯 | 237人 |

## 小・中学校の学区
市立小・中学校に通う場合、学区は以下の通りとなる。
| 番地 | 小学校                 | 中学校                 |
| ---- | ---------------------- | ---------------------- |
| 全域 | 福島市立福島第四小学校 | 福島市立福島第四中学校 |

## 交通

### 鉄道
- 町域内に現在鉄道施設はない。最寄り駅はJR東北本線福島駅。

### 道路
- 国道13号信夫通り
- 福島市道31号腰浜町町庭坂線（万世町通り）
- 福島市道60163号中町御山町線（パセオ470）

## 施設
- 福島県警察福島警察署信夫通り交番
- 福島銀行本店（2003年までは福島市内で最も高いビルであった。）
- 福島信用金庫本店